# M.III Körting

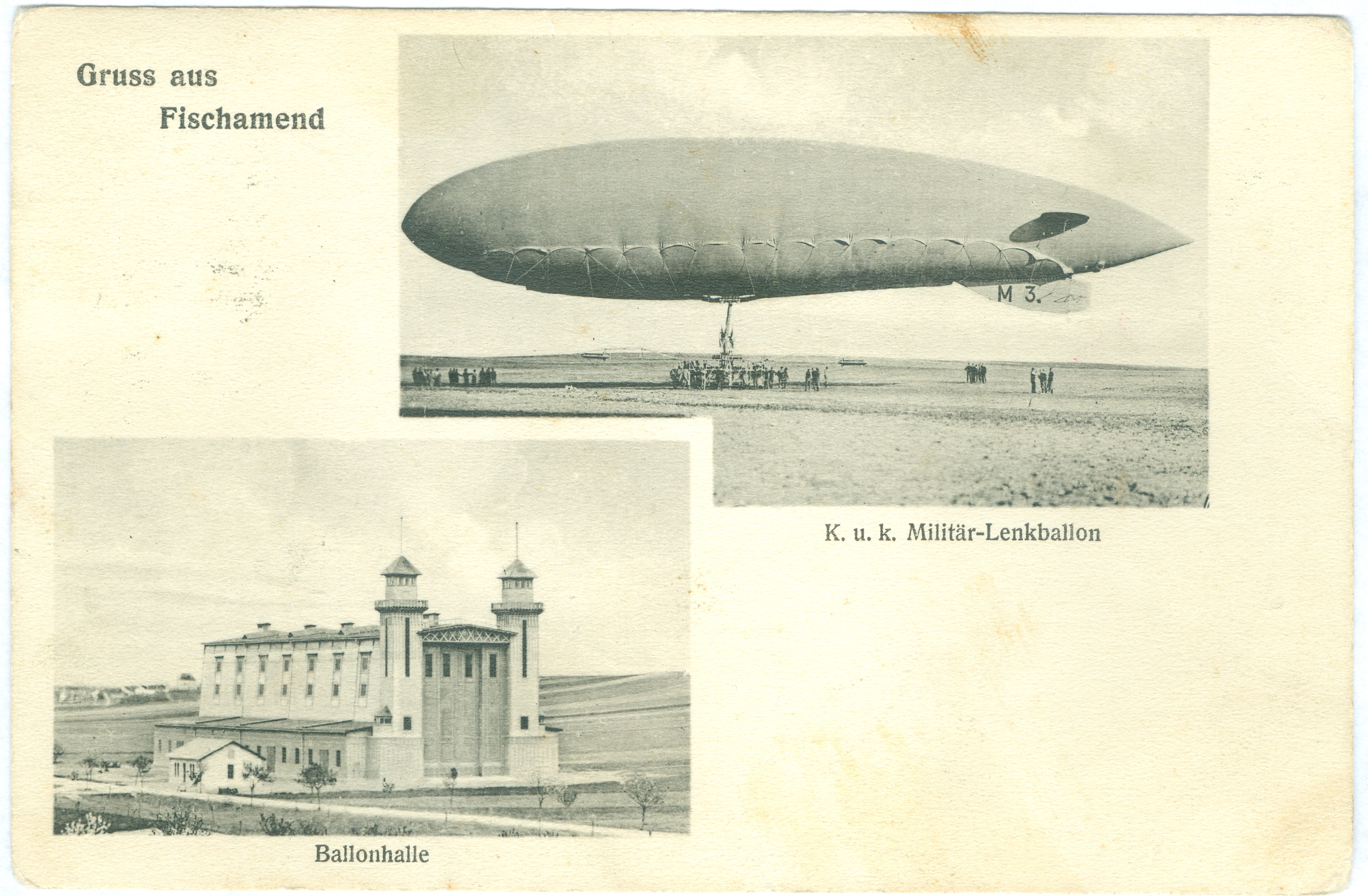
Ansichtskarte M.III Körting und Körting-Luftschiffhalle

Das k.u.k. M.III Körting war ein halbstarres Prallluftschiff mit zwei Ballonets und einer Wassergewichtssteuerung zur Schwerpunktverlagerung. Seine Erstfahrt fand am 1. Jänner 1911 in Fischamend statt. Den Entwurf lieferten die Ingenieure Cassinone, Strattmann und Basenach. Das M.III Körting war in der nach ihm benannten Körtinghalle der Militär-Aëronautischen Anstalt Fischamend stationiert. Mit dem sechs Besatzungsmitgliedern Platz bietenden Luftschiff wurden bahnbrechende Entwicklungen auf dem Gebiet der Forschung geleistet.

## Technische Daten
| Hersteller              | Österreichische Maschinenbau-AG Körting, Wien                                |
| Ballonhülle             | Österreichisch-Amerikanische Gummifabrik AG, Wien                            |
| Motor und Motorengondel | Österreichische Maschinenbau-AG Körting, Wien                                |
| Länge                   | 68 m                                                                         |
| Durchmesser             | 10,5 m                                                                       |
| Traggasinhalt           | 3600 m³                                                                      |
| Maximalgeschwindigkeit  | 57 km/h                                                                      |
| Reisegeschwindigkeit    | 40 km/h                                                                      |
| Gipfelhöhe              | 1500 m                                                                       |
| Reichweite              | 500 km                                                                       |
| Motorisierung           | zwei Körting-Motore zu 75 PS mit zwei vierflügeligen Luftschrauben mit Ø 3 m |

## Forschung
Bei umfangreichen Testfahrten wurde auf den Gebieten der Funkentelegraphie und der Photogrammetrie zur Landesvermessung geforscht. 1914 wurde in der Gondel ein weltweit einzigartiges Panorama-Photogrammetrie-Gerät nach Theodor Scheimpflug montiert. Als Besonderheit sollte das Körting-Luftschiff für Testzwecke eine Funkstation von Siemens & Halske eingebaut bekommen.

## Körting-Katastrophe
Bei der Körting-Katastrophe am 20. Juni 1914 kollidierte das M.III Körting mit einem Flugzeug und stürzte ab, der Unfall forderte neun Todesopfer.

## Erinnerung
Die Interessengemeinschaft Luftfahrt Fischamend (ILF) zeigte im Rahmen der durch sie mitkuratierten Ausstellung „k.u.k. Militär-Aëronautische Anstalt Fischamend“ im Heeresgeschichtlichen Museum Zeltweg ein Modell der Gondel des M.III Körting im Maßstab 1:10, das als Eigenprojekt gebaut wurde.
In Fischamend erinnert heute die Körtingstraße samt Hinweisschild an das Luftschiff. Sie verläuft auf dem Gebiet der ehemaligen Militär-Aëronautischen Anstalt unweit der Körting-Luftschiffhalle und des Flugfelds.